# 南宁州 (云南省)
南宁州，中国唐朝时设置的州。

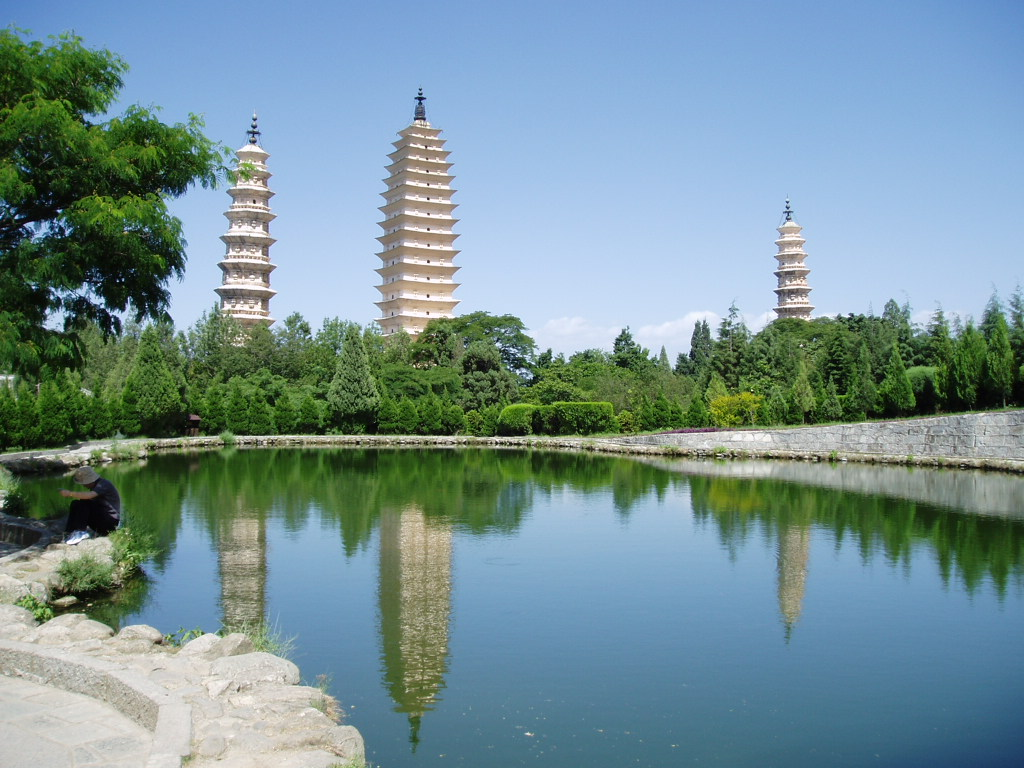
雲南大理市崇聖寺三塔

隋朝平定云南古代宁州之地，设南宁州总管府。唐朝为南宁州。治所在味县（今云南省曲靖市西北十五里三岔），包括今云南省弥勒市以北、抚仙湖东岸的南盘江上游和寻甸回族彝族自治县之地。下辖味县、同乐县（今云南省陆良县板桥镇旧州村）、泉麻县（今云南省弥勒市）、陇堤县（今云南省石林县）、新丰县（今云南省宜良县）、同起县（今云南省马龙县）、梁水县（今云南省华宁县）、绛县（今云南省江川县龙街镇）、升麻县（今云南省寻甸县）。唐贞观八年（634年）改南宁州改名郎州，属剑南道。开元五年（717年）复为南宁州。天宝末年，被南诏占领，改为石城郡。